# Тохоку
Тохоку (Јапански:東北地方; Tōhoku-chihō) је географско подручје и регион у Јапану. Тохоку на јапанском значи североисточни зато што заузима североисточни део острва Хоншу, највећег острва у Јапану. Ово подручје је такође познато и као Мичиноку.
Регион се састоји од шест префектура: Акита, Аомори, Фукушима, Ивате, Мијаги и Јамагата.

## Списак префектура Тохокуа
| № | Заст. | Префектура | Администр. центар   | Површина км² | Становника (2011) |
| - | ----- | ---------- | ------------------- | ------------ | ----------------- |
| 1 |       | Аомори     | Аомори              | 9.606        | 1.475.635         |
| 2 |       | Ивате      | Мориока             | 15.279       | 1.416.198         |
| 3 |       | Мијаги     | Сендај              | 7.285        | 2.365.204         |
| 4 |       | Акита      | Акита               | 11.612       | 1.189.215         |
| 5 |       | Јамагата   | Јамагата            | 9.323        | 1.244.040         |
| 6 |       | Фукушима   | Фукушима            | 13.782       | 2.126.998         |
| - |       | Тохоку     | највећи град Сендај | 66.890       | 9.335.636         |